# Хрисостом Анагностопулос
Хрисостом (на гръцки: Χρυσόστομος, Хрисостомос) е гръцки духовник, родостолски епископ на Вселенската патриаршия от 1978 година.

## Биография
Роден е като Панайотис Анагностопулос (Παναγιώτης Ἀναγνωστόπουλος) в 1933 година в сярското село Чучулигово (Анагениси), Гърция. В 1950 година се замонашва на Света гора. В 1956 година завършва Атонската академия и работи три години като секретар на Светата общност на Света гора. От 1958 до 1962 година учи богословие в Халкинската семинария. Ръкоположен е за дякон във Великата лавра в 1960 година и свещеник в 1965 година от декана на Атонската академия митрополит Натанаил Милитуполски. От 1963 година е преподавател в Атонската академия, а от 1967 година е наин директор. В 1978 година е избран единодушно от Светия синод за титулярен родостолски епископ. На 22 април 1978 година е ръкоположен за родостолски епископ в патриаршеската църква „Свети Георги“ във Фенер, Цариград. Хиротонията е извършена от митрополит Мелитон Халкидонски, в съслужение с митрополитите Хрисостом Мирски, Гавриил Колонийски, Калиник Листренски и Вартоломей Филаделфийски. На 10 януари 2023 година е произведен в митрополит със същата титла.